# Pranje ruku
Pranje ruku sapunom jedna je od najučinkovitijih i najisplativijih mjera prevencije: proljeva, upale pluća, meningitisa, žutice, crijevnih bolesti, dječje paralize, respiratornih infekcija, gripe, šarlaha, gnojne angine, difterije, trovanja hranom kao i infekcija uha, oka, usta i kože. Pranje ruku smanjuje 45% slučajeva bolesti praćenih proljevom. Pravilna edukacija o higijeni ruku od najranije dobi može značajno smanjiti širenje zaraznih bolesti i pridonijeti očuvanju zdravlja zajednice.

## Važnost pranja ruku
Tijekom svakodnevnih aktivnosti na rukama se može naći više od 3 000 bakterija, a prljave, klicama zagađene ruke najčešći su prenosioci uzročnika crijevnih, respiratornih i kožnih zaraznih bolesti. 
Preko zagađenih predmeta i stvari, koje je prethodno koristio bolesnik ili kliconoša (ručnici, maramice, odjeća, igračke, pribor za jelo, kvake na vratima, slavine, knjige), dodirom se mogu prenijeti zarazne bolesti.
Crijevne infekcije po učestalosti su odmah iza respiratornih, čine 20% svih zaraznih bolesti i češće se pojavljuju ljeti i u jesen, a najčešće se prenose prljavim rukama (fekalno-oralnim putem). Uzročnik ili njegovi toksini ulaze kroz usta, razmnožavaju se u crijevima, oštećuju njihovu sluznicu i izlučuju se stolicom. Manifestiraju se proljevom (tri ili više stolica u 24 sata), bolovima u trbuhu, mučninom, povraćanjem, s povišenom tjelesnom temperaturom ili bez nje. 
U Hrvatskoj 75% odraslog stanovništva i 80% djece i omladine od 9 do 19 godina redovito pere ruke, ali svaki stanovnik Hrvatske u prosjeku troši samo dva sapuna godišnje. Od posljedica bolesti prljavih ruku godišnje umire oko 3 milijuna djece širom svijeta.
Ruke treba prati ne samo prije jela, već i poslije korištenja toaleta i u sličnim situacijama. Ako se ruke ne operu odmah, ne treba njima dodirivati usta, nos, oči kao ni predmete preko kojih bi se mogli naknadno zagaditi prsti. Pranje ruku tekućom vodom i sapunom najvažnija je mjera prevencije, jer se tako smanjuje opasnost da se čovjek zarazi i da zarazu prenese na druge. Posuda s vodom u kojoj je sapun može sadržavati mikroorganizme, uzročnike zaraznih bolesti, pa se preporučuje rabiti tekući sapun. Za brisanje ruku ne smije se koristiti zajednički ručnik, već treba rabiti papirnate ubruse ili maramice, fen ili sačekati da se ruke osuše.

## Ispravno pranje ruku
Pravilno pranje ruku podrazumijeva pranje toplom, tekućom vodom i sapunom:
1. smočiti ruke i dobro ih nasapunati;
2. energično trljati ruke najmanje 15 – 20 sekundi;
3. istrljati dobro sve površine (nadlaktice, ručne zglobove, između prstiju, ispod nokatnih ploča); ako su ruke jako zaprljane, može se upotrijebiti i meka četka;
4. dobro isprati, obrisati ruke čistim ručnikom ili papirnatim ubrusima;
5. ne zaboraviti da su ruke bile prljave kada ste otvarali slavinu, tako da je treba zatvoriti laktom ili koristeći papirnati ubrus.

## Vanjske poveznice

### Sestrinski projekti
|  | Zajednički poslužitelj ima još gradiva o temi Pranje ruku |

### Videozapis
- Videozapis pravilnog pranja ruku (Universum Verlag GmbH, http://www.universum.de) (njem.)